# Pradenca austral
La pradenca austral o alosa pradenca de cua llarga (Leistes loyca) i antany (Sturnella loyca) és un ocell xilena de la família Icteridae. S'identifica per la seva gran taca vermella en el seu pit. Aquesta au habita a bona part del territori xilè, de la Regió d'Atacama a la Regió de Magallanes i de l'Antàrtica Xilena. Viu i procrea en terrenys baixos i humits menjant del sòl i d'arbustos: llavors, fruites i crustacis. El seu trinat és poc variat i agradable. Viu en comunitats i a l'hivern és fàcil distingir-la volant en esbarts.

## Hàbitat i distribució
Habita praderies i terres de conreu de les terres baixes del sud de Sud-amèrica, a Xile, Argentina i les illes Malvines